# Henning Wilcke
Henning Wilcke (* 19. September 1907 in Magdeburg; † 4. November 2002 in Bonn) war ein deutscher Offizier, Generalmajor der Luftwaffe der Bundeswehr und Angehöriger der Organisation Gehlen.

## Leben
Wilcke wurde als Sohn des Regimentskommandeurs Ernst Wilcke geboren, der am 23. April 1918 gefallen ist. Er trat nach dem Abitur am 7. April 1926 als Offizieranwärter beim Infanterie-Regiment 12 in Halberstadt in die Reichswehr ein, wo er Rekrutenoffizier und Kompaniechef war und am 1. Januar 1931 zum Leutnant befördert wurde. Am 1. März 1934 trat er zur, damals noch geheimen, Luftwaffe über und absolvierte bis Oktober 1934 die Ausbildung zum Beobachter an der Flugschule Braunschweig. Von Oktober 1934 bis März 1935 war er Kompaniechef auf dem Flugplatz Gersthofen-Gablingen und anschließend bis März 1936 Bildoffizier in der Aufklärungsgruppe 115 in Göppingen. Es folgten Verwendungen als Adjutant im Stab der Kommandoflugschule (See) in Warnemünde ab April 1936, und Lehrer an der Kriegsschule (Heer) in Potsdam von Oktober 1937 bis August 1939. Beim Überfall auf Polen im September 1939 war er Staffelkapitän in der 7. Staffel des Kampfgeschwaders zur besonderen Verwendung 2. Von Oktober 1939 bis Februar 1940 war er an der Flugzeugführerschule C in Neuruppin und anschließend bis Oktober 1940 Staffelkapitän der 1. (F)/Aufklärungsgruppe 123, wo er an der Luftschlacht um England teilnahm. Von Oktober 1940 bis Februar 1942 besuchte er die Luftkriegsakademie in Berlin-Gatow und war anschließend von Februar bis Dezember 1941 Erster Generalstabsoffizier (Ia) im Stab Koluft Panzergruppe 1, wo er am Unternehmen Barbarossa teilnahm. Von Dezember 1941 bis Mai 1942 war er Sachbearbeiter in der 4. Abteilung des Generalstabes der Luftwaffe/Oberkommando der Luftwaffe und von Mai bis November 1942 Taktiklehrer Luftwaffeneinsatz an der Heeresakademie in Berlin. Von November 1942 bis März 1944 war er Ia beim Fliegerführer Atlantik und wurde am 1. Oktober 1943 zum Oberstleutnant im Generalstab ernannt. Von März bis September 1944 war er Chef des Generalstabes des X. Fliegerkorps im Griechenland und Frankreich, von September 1944 bis April 1945 Lehrgangsleiter an der Luftkriegsakademie in Berlin-Gatow und in den letzten Kriegstagen Generalstabsoffizier zur besonderen Verwendung bei der Luftflotte Reich.
Von Mai 1945 bis Oktober 1947 war Wilcke offiziell in US-amerikanischer Kriegsgefangenschaft. Von November 1947 bis Dezember 1955 war er in der Organisation Gehlen tätig und führte den Decknamen Henning Wilden. Er leitete dem Umzug der Organisation von Oberursel (Camp King) ins Camp Nikolaus in Pullach im Isartal am 6. Dezember 1947, der späteren BND-Liegenschaft in Pullach. In der Organisation war er leitender Mitarbeiter der Abteilung Gegenspionage/Spionageabwehr. Anfang Mai 1954 erhielt er von Reinhard Gehlen den Auftrag, die Führung und Steuerung aller „Sonderverbindungen“ zu übernehmen.
Am 1. Januar 1956 wurde Wilcke als Oberstleutnant in die Bundeswehr  übernommen, wo er zunächst Leiter Vorkommando und ab Juni 1956 stellvertretender Befehlshaber und Chef des Stabes des Wehrbereichskommandos II in Hannover war. Ab Juli 1960 war er Unterabteilungsleiter I im Führungsstab der Bundeswehr im Bundesministerium der Verteidigung in Bonn. Am 8. Januar 1960 wurde er stellvertretender Befehlshaber und Chef des Stabes des Kommandos Territoriale Verteidigung in Bad Godesberg und am 29. Juli 1960 wurde er zum Brigadegeneral befördert. Von Oktober 1964 bis zur Versetzung in den Ruhestand am 30. September 1967 war er Befehlshaber im Wehrbereich II (Niedersachsen und Bremen), wo er am 19. Februar 1965 zum Generalmajor ernannt wurde.

## Auszeichnungen
- Frontflugspange für Aufklärer in Bronze
- Deutsches Kreuz in Gold (1944)
- Großes Verdienstkreuz des Verdienstordens der Bundesrepublik Deutschland (1967)